# Heinrich Sabransky
Heinrich Sabransky (Bratislava , 23 de abril de 1864 - Salzburgo, 23 de diciembre de 1915) fue un médico, botánico, pteridólogo, entomólogo y briólogo austríaco. Estudió medicina en Viena, y fue médico del distrito de Söchau.

## Eponimia
- (Lamiaceae) Mentha sabranskyi Trautm.[2]
- (Rosaceae) Rubus sabranskyi Borbás ex Sabr.[3]

## Obra
- 1915. Die brombeeren der Oststeiermark (Las moras del este de Estiria). 19 pp.
- 1886. Beiträge zur brombeerenflora der kleinen Karpathen ( Contribuciones a la flora de los Cárpatos mora pequeños)